# Stephanus Versluys
Stephanus Versluys (Middelburg, 10 augustus 1694 – Batavia, 27 februari 1736) was een koopman en lid van de Raad van Indië van de VOC. Hij was van 1725 tot 1727 gouverneur van Ambon en van 1729 tot 1732 gouverneur van Ceylon.
Stephanus' vader, Mr. Cornelis Versluys (1656-1720), was burgemeester van Middelburg en bewindhebber van de VOC voor de Kamer van Zeeland van 1699 tot aan zijn overlijden. Ook was hij advocaat-fiscaal van de Raad van Vlaanderen (Staats-Vlaanderen). Stephanus' moeder was Adriana de Muincq.
Op zijn 19e ging Versluys al naar Indië, als onderkoopman voor de Kamer van Zeeland. Een hoge rang voor een 19-jarige, die hij vermoedelijk aan zijn vader te danken had.

## Paliacatte
Op 26 september 1715 werd hij als fiscaal in Paliacatte aan de Coromandelkust geplaatst. Dit stadje heet tegenwoordig Pulicat en ligt iets ten noorden van Chennai. Hier was Fort Geldria, een van de oudste VOC forten in India, dat in deze tijd gerenoveerd werd. Sinds 1690 was het niet langer het hoofdkantoor aan de Coromandelkust. Dat was nu Negapatnam, meer naar het zuiden. De voornaamste taak van Versluys was de opsporing van fraude en particuliere handel door medewerkers in producten waar ook de VOC in handelde, wat verboden was. Aan de Coromandelkust waren dat vooral katoenen stoffen, die ingekocht werden bij inheemse tussenhandelaren en in de oostelijke archipel geruild werden tegen specerijen. In de 18de eeuw nam ook de export naar Europa sterk toe. Versluys had in zijn tijd hier slechts enkele 'kwesties' met inwoners van Paliacatte maar volgens de Raad van Indië betekenden die niet veel. Na twee jaar, op 30 april 1717, werd hij weer teruggeroepen naar Batavia.
Hier werd hij in juni 1718 weesmeester. In augustus werd hij bevorderd tot koopman en kassier der kostpenningen. In juni 1719 werd hij eerste winkelier.
In 1721 trouwde hij met de 18-jarige Adriana de Haan, een dochter van Mattheus de Haan, op dat moment Raad van Indië en van 1725 tot zijn dood in 1729 gouverneur-generaal. Op 29 mei 1722 trad hij toe tot het College van Schepenen (rechtbank) en in augustus van dat jaar werd hij benoemd tot opperkoopman en opperhoofd van de loge.

## Ambon
Na zeven jaar in Batavia werd hij op 23 juni 1724 aangesteld als gouverneur van Ambon, als opvolger van Pieter Gabry die naar Batavia vertrok om zitting te nemen in de Raad. Eind februari 1725 kwam Versluys in Ambon aan. Hij moest speciaal nagaan of nieuwe aanplant van kruidnagelbomen het beste bij het hoofdkantoor kon plaatsvinden, zodat de oogst van kruidnagels makkelijker afgestemd kon worden op de door de Heren XVII verlangde hoeveelheid. Van 19 oktober tot 20 november maakte hij de jaarlijkse hongitocht langs de kust van Ceram, waarbij meer dan 35.000 wilde kruidnagelbomen werden omgehakt om te voorkomen dat hiervan kruidnagels op de markt werden gebracht.
Na ruim een jaar op Ambon, op 19 mei 1726, werd Versluys tot buitengewoon Raad van Indië benoemd. In oktober maakte hij nog een tweede hongitocht. Kort daarna werd hij gevraagd terug te keren naar Batavia om deel te nemen aan de vergaderingen van de Raad. 15 juni 1727 kwam hij daar aan. Een maand later overleed Adriana, slechts 24 jaar oud. Ze had 2 kinderen gekregen, Mattheus Cornelis, die naar hun beide vaders was genoemd, en Cornelia Anthonia.
Intussen verspreidde op Ambon de garnizoensboekhouder Van Wijngaarden een krantje genaamd 'De Ambonse Courant', met verhalen over corruptie waarbij vooral Versluys het moest ontgelden. De advocaat-fiscaal in Batavia, Everhard Kraayvanger, noemde het echter een schotschrift en oordeelde dat het laster was. Van Wijngaarden werd ontslagen en terug naar de Republiek gestuurd.
Op 12 juni 1728 hertrouwde hij met de in Semarang geboren Geertruida Metsue. Ondertussen was op Ceylon de gouverneur aldaar, Petrus Vuyst, ontspoord. Hij meende een samenzwering te hebben ontdekt die erop uit was hem te vermoorden en Fort Colombo over te leveren aan de Portugezen. Hij had een krijgsraad opgericht die tientallen soldaten en burgers liet martelen om bekentenissen los te krijgen en had negentien van hen terechtgesteld. Vuyst zelf wilde zo snel mogelijk terug naar Batavia. In mei 1729 werd besloten hem te ontslaan en Versluys naar Ceylon te sturen als zijn vervanger. Hij moest ter plaatse een onderzoek instellen naar Vuysts beleid in de voorgaande jaren. De eerder door Vuyst ontslagen Ceylonse fiscaal Johan de Mauregnault ging voor dit doel mee. In augustus arriveerden ze in Colombo. Vuyst, die op Versluys afwisselend een kalme en een 'bezeten' indruk maakte, vertrok naar Batavia. Hij zou daar gevangen worden gezet en na een langdurige rechtszaak in 1732 worden terechtgesteld.

## Ceylon

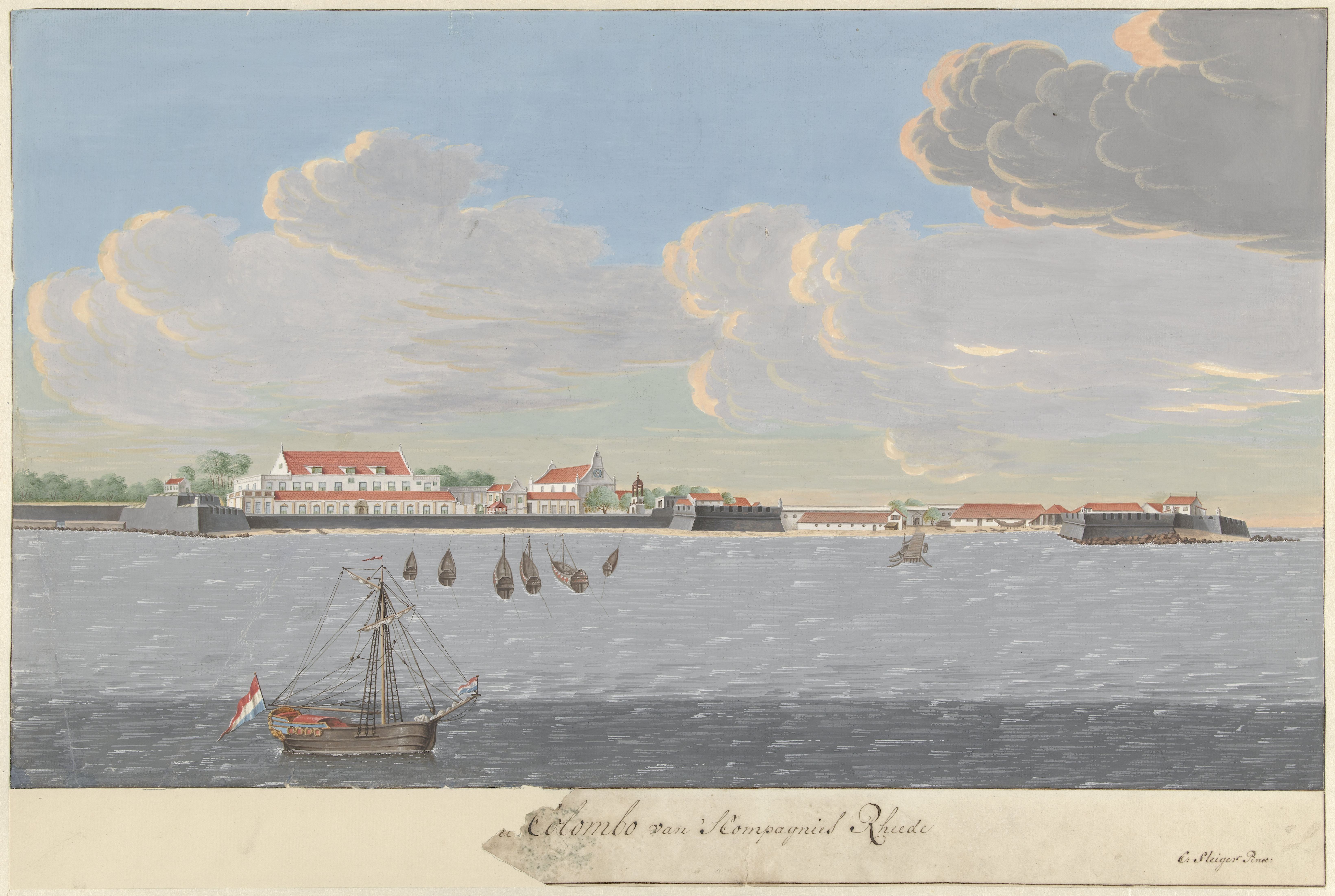
Het fort van Colombo, begin 18e eeuw.

In Ceylon maakte Versluys in 1730 inspectiereizen naar Mannar en Jaffna, en in 1731 naar Galle en naar Madoera aan de 'overwal', de kust van India. Hier bevond zich de handelspost Tuticorin, die ook onder het gouvernement van Ceylon viel. Net als in Paliacatte werden ook hier vooral katoenen stoffen ingekocht. Hij constateerde er de ontvolking in de weversdorpen die had plaatsgevonden als gevolg van hongersnoden in de voorgaande jaren, die weer het gevolg waren van door droogte mislukte rijstoogsten. Hetzelfde gold voor de katoenoogst. De Compagnie had daarom moeite voldoende katoen in te kopen voor de groeiende markt in Europa.
Wat Ceylon betreft meldde Versluys aan Batavia dat het lastig zou zijn het winstgevend te houden vanwege het vele achterstallige onderhoud van gebouwen waarmee in het verleden kosten waren bespaard. Veel gebouwen waren inmiddels zo vervallen dat ze van de grond af vernieuwd zouden moeten worden. Dat Ceylon moeite had winstgevend te zijn kwam omdat de winst die gemaakt werd met het belangrijkste exportproduct, kaneel, niet in de boekhouding van Ceylon kwam. Ceylon moest proberen zelfvoorzienend te zijn.
In januari 1731 overleed zijn dochter Cornelia op 8-jarige leeftijd.
In december had hij Batavia om ontslag als gouverneur gevraagd. Op 20 augustus 1731 werd zijn ontslag geregeld, maar werd hij bevorderd tot gewoon Raad van Indië. Als zijn vervanger werd Wouter Hendriks benoemd, een buitengewoon Raad van Indië, op dat moment als commissaris bezig met een onderzoek in Cochin, en een neef van Versluys. Vervolgens ontving Batavia het bericht van de Heren XVII van 9 oktober waarin gouverneur-generaal Durven en een aantal anderen, waaronder zijn gunsteling Wouter Hendriks, ontslagen werden. In hetzelfde bericht stond dat Versluys zijn functie moest overdragen aan de commandeur van Galle, Diederik van Domburg, en mocht die verhinderd of overleden zijn of om een andere goede reden niet geschikt zijn, aan de commandeur van Jaffna, Gualtherus Wouters. Versluys moest zich samen met De Mauregnault bij de Raad van Justitie in Batavia verantwoorden naar aanleiding van door de Heren XVII ontvangen klachten over 'irregulier gedrag'. In juni 1732 kwam dit bericht in Ceylon aan. Versluys en de Raad van Colombo weigerden echter het gezag aan Van Domburg over te dragen. Deze had een slechte reputatie, al of niet terecht, als iemand die roddelde, dronk en zich in Galle als een koning gedroeg. Het toeval wilde dat Hendriks de vrouw van Van Domburg recent had betrapt op 'morshandel' in suiker op Cochin. Versluys gaf dit op als reden om het gezag aan Wouters over te dragen en Van Domburg met zijn gevolg buiten de poorten van Fort Colombo te laten staan. Toen aangekondigd werd dat hij gearresteerd zou worden ging Van Domburg spoorslags terug naar Galle. Van daaruit deed hij zijn beklag bij de Raad van Indië en beschuldigde Versluys en De Mauregnault van knevelarij en woekerhandel.
De Raad in Batavia was zeer verbolgen over deze gang van zaken. In september werd Jacob Christiaan Pielat, een buitengewoon Raad van Indië, naar Colombo gezonden om als commissaris een onderzoek in te stellen en Versluys en zijn Raad met inhouding van salaris naar Batavia te sturen. Toen hij daar in december aankwam was Versluys al vertrokken. Hij was meegegaan met Hendriks, die vanuit Cochin terugging naar Batavia. Pielat nam het gouverneurschap van Wouters over, stuurde ook de overige raadsleden naar Batavia en verving hen door in Batavia benoemde mensen die hij bij zich had. In januari stuurde hij bovendien Van Domburg naar Batavia vanwege de morshandel. Hij werd daar later dat jaar door de advocaat-fiscaal Van Schinne en de Raad van Justitie vrijgesproken omdat men de morshandel niet ernstig genoeg vond. 5 oktober 1733 was hij weer in Colombo om alsnog als gouverneur aan de slag te gaan.

## Batavia
Versluys en Hendriks kwamen in januari 1733 in Batavia aan. In juni arriveerde ook De Mauregnault. Van Schinne vroeg om van de zaak Versluys afgehaald te worden. Een ander lid van de Raad van Justitie, Jacob Lakeman, nam het over. Van Versluys en vooral van De Mauregnault werd aangetoond dat ze zich schuldig hadden gemaakt aan knevelarij en het in- en verkopen van goederen met woekerwinst, waaronder rijst en andere voedingsmiddelen. Hierbij werd gebruik gemaakt van schepen en pakhuizen van de Compagnie. En dit in een tijd dat er sprake was van misoogsten en hongersnoden in Madoera, de Coromandelkust en Bengalen. Begin 1734 werd Versluys onder huisarrest geplaatst, met twee schildwachten voor en twee achter zijn huis. De overige leden van de Raad van Colombo zaten in het Kasteel gevangen. Eind 1734 werden Versluys en De Mauregnault weer vrijgelaten op borgtocht van respectievelijk 50.000 en 10.000 rijksdaalders. De Mauregnault zou spoedig daarna overlijden, en de zaak ging weer over naar een nieuwe advocaat-fiscaal. Intussen vertrok Versluys' 11-jarige zoontje Mattheus met de retourvloot naar de Republiek, voor zijn scholing. Hij kreeg gratis passage. Hij zou later raadslid en schepen in Breda worden. Eind 1735 sleepte het proces tegen Versluys zich nog steeds voort. Later werd beweerd dat hij er door zijn connecties en zijn op Ceylon verworven rijkdom in geslaagd was zijn proces heel lang te rekken in de hoop dat van uitstel wel afstel zou komen. Vertraging ontstond onder andere bij het verkrijgen van relevante papieren uit de Republiek. Maar inmiddels was hij ook ziek. Batavia was in deze tijd een ongezonde stad. 27 februari 1736 overleed hij, 41 jaar oud. Over zijn nalatenschap werd nog tot begin jaren 1740 gesteggeld tussen de advocaat-fiscaal, het College van Weesmeesters, die zijn nagelaten goederen administreerde, en de erfgenamen van Versluys in de Republiek.